# Acetobacterium tundrae
Acetobacterium tundrae è una specie di batterio appartenente alla famiglia delle Eubacteriaceae.